# Кузьёль (посёлок)
Кузьёль  — посёлок в Койгородском районе Республики Коми. Административный центр сельского поселения Кузьёль. Численность населения посёлка на 2023 год — 165 человек.

## География
Расположен в 15 км к юго-западу от райцентра села Койгородок. 

## История
Посёлок Кузьёль возник в 1930-е годы как посёлок спецпереселенцев. В 1960 — 1980 годы стал одним из крупнейших по объёмам  лесозаготовок  лесопунктом района.

## Население
Численность населения села составляет 202 человек (2020 год).